# 5340 Бертон
5340 Бартон (5340 Burton) — астероїд головного поясу, відкритий 24 вересня 1960 року.
Тіссеранів параметр щодо Юпітера — 3,211. 
Названо на честь астронома Вільяма Батлера Бертона (англ. William Butler Burton, нар.1940).